# Camille Aoustin
Camille Aoustin (* 13. Februar 1990 in Cherbourg, Frankreich) ist eine französische Handballspielerin, die für den französischen Erstligisten Sambre-Avesnois Handball spielt.

## Karriere
Aoustin besuchte eine Sportschule in Caen. Nach einem Umzug mit ihren Eltern in die Bretagne spielte die Rechtshänderin in der Saison 2007/08 beim Verein Rennes Métropole Handball, bei dem sie in der U-18-Mannschaft sowie in der Damenmannschaft, die in der dritthöchsten französischen Spielklasse antrat, eingesetzt wurde. Daraufhin schloss sich die Außenspielerin dem Verein Le Havre AC Handball an, bei dem sie in zwei Spielzeiten in 23 Erstligaspielen mitwirkte. In der Saison 2010/11 gehörte Aoustin dem Kader des französischen Zweitligisten Handball Octeville-sur-Mer an und schloss sich daraufhin dem Ligakonkurrenten Chambray Touraine Handball an.
Aoustin stand in der Saison 2014/15 beim französischen Erstligisten Nantes Atlantique Handball unter Vertrag. Daraufhin wurde sie vom Ligakonkurrenten Metz Handball verpflichtet. Mit Metz gewann sie 2016 und 2017 die französische Meisterschaft sowie 2017 den französischen Pokal. Im Sommer 2017 wechselte Aoustin zum ungarischen Erstligisten Siófok KC, mit dem sie in der Saison 2018/19 den EHF-Pokal gewann.
Aoustin kehrte im Jahr 2021 nach Frankreich zurück und unterschrieb einen Vertrag beim Erstligisten Entente Sportive Bisontine Féminin. Im Jahr 2023 wechselte sie zum Zweitligisten Sambre-Avesnois Handball. Mit Sambre-Avesnois Handball gewann sie im Jahr 2024 die Zweitligameisterschaft und stieg auf.